# Jesper Kyd
Jesper Kyd Jakobson (Hørsholm, 3 februari 1972) is een Deens componist en klankontwerper. Hij heeft gewerkt aan diverse computerspellen, televisie- en filmprojecten. Hij schreef onder meer voor de computerspelseries Hitman, Assassin's Creed, Borderlands, Darksiders II, State of Decay, en vele andere. Zijn muziek is een mix van orkest, koren, akoestische manipulaties, en elektronische soundscapes.

## Biografie
Kyd leerde al op jonge leeftijd piano spelen, en was hierin autodidact. Op 14-jarige leeftijd begon hij muziek te componeren voor de Commodore 64, en later voor de Amiga. Mikael Balle en Kyd werden lid van de demogroep Silents DK en werkten samen met programmeurs onder de naam Crionics. Uiteindelijk maakten zij de productie Hardwired voor de Amiga.
Jesper Kyd verliet de demogroep en startte als componist van computerspelmuziek. Hij werkte samen met spelontwikkelaar Zyrinx voor het Mega Drive-spel Sub-Terrania, dat uitkwam in 1993. Hierna schreef Kyd nog muziek voor vier andere Zyrinx-titels; Red Zone, Scorcher, Amok, en The Adventures of Batman and Robin. Zyrinx hield uiteindelijk op met bestaan nadat het moederbedrijf failliet raakte.
Ex-leden van Zyrinx keerden terug naar Denemarken, maar Kyd verhuisde naar New York en startte hier zijn eigen muziekstudio op, genaamd Nano Studio's.
Voor het spel Hitman: Contracts gebruikte Kyd moderne elektronische klanken, gemixt met symfonische- en koormuziek. Hiermee ontving hij in 2005 de British Academy of Film and Television Arts-prijs (BAFTA) voor Beste Originele Muziek, en Beste Cinematische Audioscène tijdens de G.A.N.G. Awards.
In 2012 schreef Kyd voor het spel Darksiders II zijn eerste niet-digitale spelmuziek.

## Werken

### Computerspellen
- U.S.S. John Young (1990)
- Pro Moves Soccer (1993)
- Sub-Terrania (1993)
- Red Zone (1994)
- Heavy Machinery (niet-uitgebracht spel voor Sega 32X) (1995)
- The Adventures of Batman & Robin (Sega Mega Drive) (1995)
- Amok (1996)
- Scorcher (1996)
- Time Tremors (1999)
- Soldier (niet-uitgebracht) (2000)
- MDK2 (2000)
- Messiah (2000)
- Hitman: Codename 47 (2000)
- The Nations: Alien Nations 2 (2001)
- Shattered Galaxy (2001)
- Minority Report: Everybody Runs (2002)
- Hitman 2: Silent Assassin (2002)
- Brute Force (2003)
- Freedom Fighters (2003)
- McFarlane's Evil Prophecy (2004)
- Hitman: Contracts (2004)
- Robotech: Invasion (2004)
- Dance Dance Revolution ULTRAMIX 2 (gedeeltelijk) (2004)
- Tom Clancy's Splinter Cell: Chaos Theory (met Amon Tobin) (2005)
- Hitman: Blood Money (2006)
- Kane & Lynch: Dead Men (2007)
- Unreal Tournament 3 (2007)
- Assassin's Creed (2007)
- The Club (hoofdthema) (2008)
- The Chronicles of Spellborn (2008)
- Borderlands (2009)
- Assassin's Creed II (2009)
- Assassin's Creed: Brotherhood (2010)
- Assassin's Creed: Revelations (met Lorne Balfe) (2011)
- Forza Motorsport 4 (2011)
- Soulcalibur V (2012)
- Darksiders II (2012)
- Borderlands 2 (2012)
- Soldiers Inc. (2013)
- State of Decay (2013)
- Sparta: War of Empires (2013)
- Pirates: Tides of Fortune (2014)
- Stormfall: Age of War (2014)
- Heroes & Generals (2014)
- Borderlands: The Pre-Sequel! (2014)
- Moonrise (2015)
- Warhammer: End Times - Vermintide (2015)
- Robinson the Journey (2016)

### Films
- Death of a Saleswoman (2002)
- Pure (2002)
- Night All Day (2003)
- Sweet Insanity (2006)
- La Passion de Jeanne d'Arc (1928, nieuwe partituur) (2007)
- Staunton Hill (2008)
- A Perfect Soldier (2010)
- Chronicles of the Ghostly Tribe (2015)